# Słupia (Skierniewice)
Pour les articles homonymes, voir Słupia.
Słupia est une localité polonaise, siège de la gmina de Słupia, située dans le powiat de Skierniewice en voïvodie de Łódź.